# Balista
Balista of Ballista († 261) of soms Callistus genoemd, was een van de opstandelingen tegen keizer Gallienus na de dood van zijn vader keizer Valerianus I in 260.

## Context
Tijdens de Slag bij Edessa werd keizer Valerianus gevangengenomen door het leger van Shapur I, koning van de Sassaniden en later terechtgesteld. Het Romeinse leger hergroepeerde zich rond twee figuren, Balista, prefect van de Pretoriaanse garde en Macrianus Maior, de man van de financiën. Balista slaagde erin de Sassaniden terug te drijven, richting Perzië.
Eenmaal de situatie gestabiliseerd werden de zonen van Macrianus Maior, Macrianus Minor en Quietus uitgeroepen tot keizer. Balista en Quietus bleven in het Oosten, terwijl Maior en Minor naar het Westen optrokken om keizer Gallienus van de troon te stoten.
Een derde speler sloeg de situatie gade vanop afstand, koning Odaenathus van Palmyra. Het moment gekomen, sloeg hij toe en schakelde Balista en Quietus uit in Emesa en trok de macht naar zich toe. 